# Cầu Banghwa
Cầu Banghwa (Tiếng Hàn: 방화대교, Hanja: 傍花大橋, phiên âm Hán-Việt: Bàng Hoa đại kiều) là cầu bắc qua sông Hán, Seoul, Hàn Quốc, nối Gangseo-gu của Seoul với Goyang-si, Gyeonggi-do. Cây cầu được khởi công vào tháng 12 năm 1995 và hoàn thành vào ngày 20 tháng 12 năm 2000. Cầu có sáu làn xe; tổng chiều dài là 2.559 mét.